# Psychotria myrtiphyllum
Psychotria myrtiphyllum är en måreväxtart som beskrevs av Olof Swartz. Psychotria myrtiphyllum ingår i släktet Psychotria och familjen måreväxter. Inga underarter finns listade i Catalogue of Life.